# La Quarante chevaux du roi
Pour plus de détails, voir Fiche technique et Distribution.
La Quarante chevaux du roi (My Lips Betray) est une comédie musicale pré-Code américaine de 1933 réalisé par John G. Blystone et mettant en vedette Lilian Harvey, John Boles et El Brendel. Les décors du film ont été conçus par le directeur artistique Joseph C. Wright.

## Résumé
Dans un royaume imaginaire d'Europe centrale, une jeune femme vive mais sombre travaille comme chanteuse dans un café en plein air pour l'argent de son bail. De son côté, le souverain est confronté à la faillite de son petit pays, à moins qu'il n'épouse une riche héritière mais indésirable d'un autre pays voisin. Finalement, il accueille le jeune chanteur en difficulté, et ils tombent amoureux, malgré une possible faillite et ruine.